# Manteau primitif

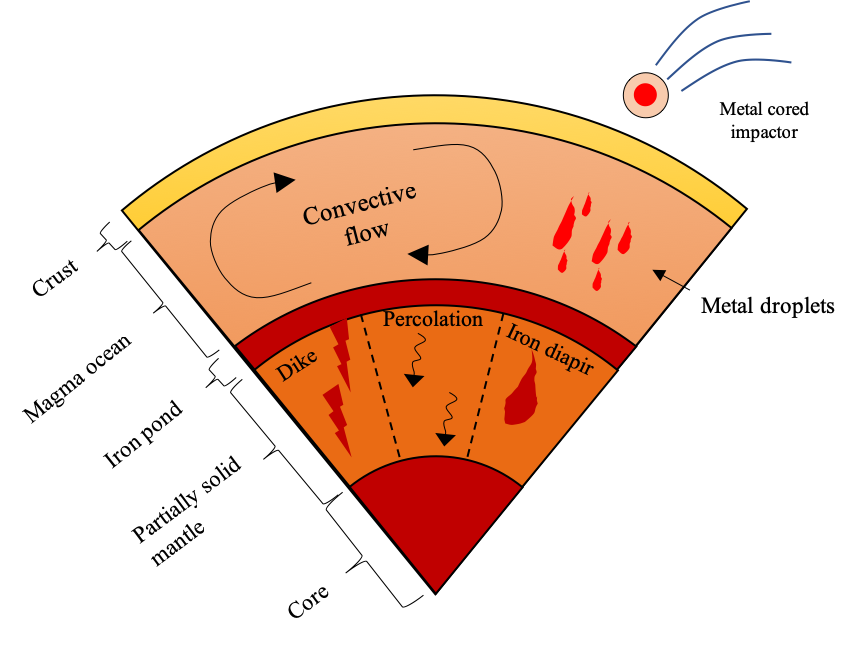
Illustration illustrant trois processus proposés entraînant la différenciation noyau-manteau (dyke, percolation et diapirisme de fer), séparant ainsi le noyau du manteau primitif.

En géochimie, le manteau primitif, également nommé Terre silicatée ((en) Bulk silicate Earth ou BSE) est la composition chimique du manteau terrestre au cours de la phase de développement entre la différenciation noyau-manteau et la formation de la croûte continentale précoce. La composition chimique du manteau primitif témoigne des caractéristiques à la fois de la croûte et du manteau. 

## Développement
Selon l'hypothèse scientifique standard, la Terre s'est formée par accrétion de matière chondritique venant des impacts avec des planétésimaux différenciés. Au cours de cette phase d'accrétion, la différenciation planétaire a distingué le noyau terrestre, où s'accumulaient les éléments sidérophiles métalliques lourds, du manteau primitif indifférencié environnant.  Une différenciation plus poussée aura lieu plus tard, générant les différents réservoirs chimiques de la croûte et du manteau, avec des éléments incompatibles s'accumulant dans la croûte. 
À l'époque actuelle, la différenciation se poursuit encore dans le manteau supérieur, aboutissant à deux types de réservoirs mantelliques :  pauvres en éléments lithophiles (réservoirs appauvris) d'une part, et composés de matériau mantellique "frais" indifférencié (réservoirs enrichis ou primitifs) d'autre part. Les roches volcaniques des zones de points chauds ont souvent une composition primitive, et parce que le magma de ces zones est censé avoir été amené à la surface depuis les régions les plus profondes du manteau au travers des panaches du manteau, les géochimistes supposent qu'il doit y avoir un réservoir primitif relativement fermé et très indifférencié quelque part dans le manteau inférieur. Cette hypothèse permet d'expliquer l'existence de la discontinuité de Gutenberg à la limite noyau-manteau. 

## Composition chimique
Bien que la composition chimique du manteau primitif ne soit mesurable in situ, les chercheurs ont pu estimer les caractéristiques du manteau primitif par le biais de plusieurs méthodes. L'une implique l'analyse de météorites chondritiques, portant la composition chimique de la Terre primitive et la création de modèles utilisant les caractéristiques chimiques analysées et les hypothèses décrivant les phénomènes dynamiques de la Terre intérieure. Cette approche est basée sur l'hypothèse que les premiers corps planétaires du système solaire se sont formés dans des conditions similaires et possèdent conséquemment des compositions chimiques comparables. L'autre méthode, plus directe, consiste à observer les tendances de la composition chimique des péridotites du manteau supérieur et à en déduire la composition du manteau primitif, en comparant la composition de la péridotite à la distribution des éléments lithophiles réfractaires (qui ne sont pas affectés par la différenciation noyau-manteau) dans les météorites chondritiques. Les limites des deux méthodes sont relatives aux hypothèses faites à propos de la Terre intérieure, ainsi que sur des incertitudes statistiques dans les modèles utilisés pour quantifier les données. 
Les deux approches détaillées ci-dessus aboutissent à des pourcentages en poids qui suivent les mêmes tendances générales par rapport au manteau appauvri (ou homogène) : le manteau primitif a des concentrations significativement plus élevées de SiO2, de Al2O3, de Na2O et de CaO, et significativement faibles concentrations de MgO. Plus important encore, les deux approches montrent que le manteau primitif a des concentrations beaucoup plus élevées d'éléments lithophiles réfractaires (par exemple : Al, Ba, Be, Ca, Hf, Nb, Sc, Sr, Ta, Th, Ti, U, Y, Zr, et les terres rares). Le bilan des concentrations exactes de ces composés et de ces éléments dépend de la méthode utilisée. Les méthodes basées l'analyse de la péridotite donnent un pourcentage de poids du manteau primitif beaucoup plus faible pour le SiO2 et des pourcentages de poids du manteau primitif significativement plus élevés pour le MgO et Al2O3 que ceux estimés à l'aide de l'analyse directe des météorites chondritiques. L'évaluation des concentrations d'éléments lithophiles réfractaires obtenus à partir des deux méthodes varient également, généralement de 0,1 à 5 ppm. 